# Geschichte und Gesellschaft
Geschichte und Gesellschaft. Zeitschrift für Historische Sozialwissenschaft ist der Titel einer geschichtswissenschaftlichen Zeitschrift (Zitierweise GG). Sie erscheint seit 1975 mit vier Ausgaben pro Jahr. Sie war einst das Sprachrohr der sogenannten Bielefelder Schule (der Geschichtswissenschaft). Das Profil der Zeitschrift ist heute allerdings nicht mehr die klassische Sozialgeschichte, sondern entspricht einer analytischen Geschichtsschreibung, deren Interpretationen über den untersuchten Gegenstand hinausweisen.

## Aufbau und Charakteristik
Von anderen renommierten Zeitschriften wie der Historischen Zeitschrift (HZ) unterscheidet sie sich durch ihre zeitliche Schwerpunktsetzung in der Neuzeit und insbesondere im 19. und 20. Jahrhundert. Es finden sich zwar durchaus Themen aus dem Bereich der frühen Neuzeit, aber so gut wie keine aus der mittelalterlichen oder gar alten Geschichte. Auch biographische oder im traditionellen Sinn politikgeschichtliche Ansätze (im Sinne von Taten „großer Einzelner“) sucht man vergeblich. Stattdessen prägen im weitesten Sinne strukturgeschichtliche Ansätze das Bild. Dazu gehört die Untersuchung von sozialen Gruppen (Arbeiter, Adel oder Bürgertum) aber auch wirtschaftliche und soziale Prozesse. Im Sinne einer historischen Sozialwissenschaft waren diese anfangs an der zeitgenössischen Soziologie und Politikwissenschaft orientiert. Später hat sich das Spektrum deutlich etwa um neuere kulturgeschichtliche Ansätze erweitert. Statistisch gesehen hat sich im Vergleich der ersten Jahrgänge 1–5 (1975–1979) und der Jahrgänge 21–25 (1995–1999) nicht allzu viel geändert. Themen, die sich mit der politischen Herrschaft auseinandersetzten, machten in den ersten Jahren 44 % und in den 1990er Jahren 43 % aus. Bei den ökonomischen Prozessen waren es 14,6 % zu 14,8 %, Fragen zum sozialen Wandel wurden zu 14,6 % beziehungsweise 12,1 % berücksichtigt. Im weitesten Sinn Fragen der kulturellen Ordnung behandelten 26,6 % bzw. 29,7 %.
Insofern ist die Zeitschrift auch ein Spiegelbild der Entwicklung der Geschichtswissenschaft in den letzten Jahrzehnten. Dies gilt umso mehr, da Geschichte und Gesellschaft der Theoriedebatte und Selbstreflexion der Zunft (etwa durch eigene Themenhefte) immer breiten Raum eingeräumt hat. Dazu beigetragen hat ein Diskussionsforum, das sich immer häufiger bestimmten umstrittenen Konzepten widmete (z. B. Alltagsgeschichte, Protoindustrialisierung, Lohnpolitik während der Weimarer Republik).
Eine weitere Besonderheit ist, dass die weitaus größte Zahl der Ausgaben Aufsätze zu einem bestimmten Oberthema enthält. Dies ermöglicht, ein Problem entweder von verschiedenen Seiten aus zu beleuchten oder unterschiedliche Facetten darzustellen. Auf die Konzepte der Bielefelder Schule geht der Anspruch auf eine vergleichende Vorgehensweise und der Blick über den „deutschen Tellerrand“ zurück. So soll die Gegenüberstellung der Entwicklung in verschiedenen Staaten Gemeinsamkeiten und nationale Besonderheiten erkennen lassen.
Von den älteren wissenschaftlichen Zeitschriften unterscheidet sich Geschichte und Gesellschaft darüber hinaus durch das Fehlen von Kurzanzeigen neu erschienener Literatur. Stattdessen versuchen ausführliche Literatur- und Forschungsberichte und Sammelrezensionen den aktuellen Forschungsstand zu einem Thema zu skizzieren.
Herausgegeben wird die Zeitschrift von einem Gremium von derzeit 20 Herausgebern und Herausgeberinnen. Die führende Rolle spielte seit der Gründung bis in die neuste Zeit Hans-Ulrich Wehler. Neben ihm gehörten bei der Erstausgabe 1975 zum geschäftsführenden Herausgeberkreis: Wolfgang J. Mommsen und Hans-Jürgen Puhle. Zurzeit (2023) liegt die Geschäftsführung bei Ute Frevert, Paul Nolte und Sven Reichardt.

## Übersicht über Themen
- 1. Jahrgang 1975
  - 1 Soziale Schichtung und soziale Mobilität in Deutschland im 19. und 20. Jahrhundert
  - 2/3 Historische Familienforschung und Demographie
  - 4 Imperialismus im Nahen und Mittleren Osten
- 2. Jahrgang 1976
  - 1 Außenwirtschaft und Außenpolitik im Dritten Reich
  - 2 Revolution und Reformen in Lateinamerika
  - 3 Evolution und Geschichte
  - 4 Das nationalsozialistische Herrschaftssystem,
- 3. Jahrgang 1977
  - 1 Mischheft
  - 2 Sozialer Protest
  - 3 Religion und Gesellschaft im 19. Jahrhundert
  - 4 Analyse von sozialen Strukturen
- 4. Jahrgang 1978
  - 1 Liberalismus im aufsteigenden Industriestaat
  - 2 Technik und Gesellschaft im 19. und 20. Jahrhundert
  - 3 Sozialgeschichtliche Aspekte der europäischen Revolutionen
  - 4 Die Wissenschaften und ihre Geschichte
- 5. Jahrgang 1979
  - 1 Arbeiterkultur im 19. Jahrhundert
  - 2 Deutsche Frühindustrialisierung
  - 3 Industrialisierung und sozialer Wandel in Russland
  - 4 Antisemitismus und Judentum
- 6. Jahrgang 1980
  - 1 Wege der neuen Sozial- und Wirtschaftsgeschichte
  - 2 Mischheft
  - 3 Professionalisierung in historischer Perspektive
  - 4 Napoleonische Herrschaft und Modernisierung
- 7. Jahrgang 1981
  - 1 Strukturprobleme der frühen Neuzeit
  - 2 Kontroversen über Historiographie
  - 3/4 Frauen in der Geschichte des 19. und 20. Jahrhunderts
- 8. Jahrgang 1982
  - 1 Arbeiterbewegung im gesellschaftlichen System der Weimarer Republik
  - 2 Nationalitätenprobleme in Osteuropa
  - 3 Staatsfinanzen und Gesellschaft
  - 4 Wandel und Beharrung in der frühen Neuzeit
- 9. Jahrgang 1983
  - 1 Literatur und Sozialgeschichte
  - 2 Die Organisierung des Friedens. Demobilisierung 1918–1920
  - 3 Juden in Deutschland zwischen Assimilation und Verfolgung
  - 4 Mischheft
- 10. Jahrgang 1984
  - 1 Universität und Gesellschaft
  - 2 Kapitalismus, Korporatismus und Keynesianismus
  - 3 Sozialgeschichte und Kulturanthropologie
  - 4 Politischer Radikalismus im 17. Jahrhundert
- 11. Jahrgang 1985
  - 1 Mischheft
  - 2 Sozialgeschichte der Jugend
  - 3 Kontroversen über die Wirtschaftspolitik in der Weimarer Republik
  - 4 Frauenleben
- 12. Jahrgang 1986
  - 1 Nachkriegsprobleme 1918–1924 im Vergleich
  - 2 Faschismus in autoritären Systemen
  - 3 Wissenschaften im Nationalsozialismus
  - 4 Theorieprobleme
- 13. Jahrgang 1987
  - 1 Widerstand und Dissens in Osteuropa
  - 2 Sozialpolitik im Vergleich
  - 3 Sozialgeschichte der Technik
  - 4 Die Ausbreitung der Deutschen Arbeiterbewegung
- 14. Jahrgang 1988
  - 1 Familie, Haushalt, Wohnen
  - 2 Lateinamerika zwischen altem und neuen Imperialismus
  - 3 Sozialgeschichte in der Erweiterung
  - 4 Sozialgeschichte des Alters
- 15. Jahrgang 1989
  - 1 Probleme der Urbanisierung
  - 2 Politische Sozialgeschichte 1867-1945
  - 3 Arbeit und Arbeiter im Dritten Reich
  - 4 Innenpolitische Probleme der Weimarer Republik
- 16. Jahrgang 1990
  - 1 Hexenverfolgung in der dörflichen Gesellschaft
  - 2 Sklaverei in der modernen Gesellschaft
  - 3 Bürger – Kleinbürger – Nation
  - 4 Mediziner im Dritten Reich
- 17. Jahrgang 1991
  - 1 Mischheft
  - 2 Die Krise des europäischen Sozialismus in der Zwischenkriegszeit
  - 3 Neue Aspekte der reichsdeutschen Sozialgeschichte 1871–1918
  - 4 Sozialgeschichte Bayerns
- 18. Jahrgang 1992
  - 1 Evangelische Kirche nach dem Nationalsozialismus
  - 2 Klasse und Geschlecht
  - 3 Demokratisierung und Parteiensysteme in Osteuropa
  - 4 Lebenswege von Frauen im Ancien Regime
- 19. Jahrgang 1993
  - 1 Sozialgeschichte der DDR
  - 2 Die NSDAP als faschistische „Volkspartei“
  - 3 Rassenpolitik und Geschlechterpolitik im Nationalsozialismus
  - 4 Vergleichende Unternehmensgeschichte
- 20. Jahrgang 1994
  - 1 Aspekte der österreichischen Sozialgeschichte
  - 2 Sozialgeschichtliche Probleme des Deutschen Kaiserreichs
  - 3 Nationalismen und Regionalismen in Westeuropa
  - 4 Arbeiterbewegung im Vergleich
- 21. Jahrgang 1995
  - 1 Sozialgeschichte des deutschen Kommunismus
  - 2 Protest und Widerstand
  - 3 Kommunale Sozialpolitik in vergleichender Perspektive
  - 4 Probleme der englischen Sozialgeschichte
- 22. Jahrgang 1996
  - 1 Verleger und Wissenschaftler
  - 2 Erweiterung der Sozialgeschichte
  - 3 Soziale Sicherung in vergleichender Perspektive Deutschland-Frankreich
  - 4 Militärgeschichte heute
- 23. Jahrgang 1997
  - 1 Wege zur Kulturgeschichte
  - 2 Unternehmergeschichte
  - 3 Bürgerliche Werte und Politik
  - 4 Universitäten im nationalsozialistisch beherrschten Europa
- 24. Jahrgang 1998
  - 1 Universitäten und Eliten im Osten nach 1945
  - 2 Theorielandschaft
  - 3 Geschichtsbilder und Geschichtspolitik
  - 4 Genozid und Charisma
- 25. Jahrgang 1999
  - 1 Bürgertum im langen 19. Jahrhundert
  - 2 Politische Ökonomie
  - 3 Deutscher Adel
  - 4 Ostdeutschland unter dem Kommunismus
- 26. Jahrgang 2000
  - 1 Katholizismusforschung
  - 2 Italien im 19. und 20. Jahrhundert: ein Sonderweg?
  - 3 Aspekte des Nationalismus
  - 4 Körpergeschichte
- 27. Jahrgang 2001
  - 1 Neue Ideengeschichte
  - 2 Kommunikationsgeschichte
  - 3 Mischheft
  - 4 Neue Institutionenökonomik als historische Sozialwissenschaft
- 28. Jahrgang 2002
  - 1 Modernisierung und Modernität in Asien
  - 2 Kontinuität und Wandel in der Politik der frühen Bundesrepublik
  - 3 Mental Maps
  - 4 Mischheft
- 29. Jahrgang 2003
  - 1 Europäischer Liberalismus
  - 2 Der Krieger
  - 3 Mischheft
  - 4 Protestantismus und Nationalsozialismus
- 30. Jahrgang 2004
  - 1 Stalinismus
  - 2 Neue Wege der Wissenschaftsgeschichte
  - 3 Mischheft
  - 4 Politik im Katholizismus
- 31. Jahrgang 2005
  - 1 Arbeitseinsatz und Zwangsarbeit im besetzten Europa
  - 2 Mischheft
  - 3 Südasien in der Welt
  - 4 Globalisierungen
- 32. Jahrgang 2006
  - 1 Mischheft
  - 2 Zur Objektivierbarkeit von Geschichtsschreibung
  - 3 Mischheft
  - 4 Sozialpolitik transnational
- 33. Jahrgang 2007
  - 1 Schenken, Stiften, Spenden
  - 2 Intellektuelle
  - 3 Adel in der Neuzeit
  - 4 Deagrarisierung
- 34. Jahrgang 2008
  - 1 Mischheft
  - 2 Mischheft
  - 3 Planung im 20. Jahrhundert
  - 4 Wissensgeschichte als Gesellschaftsgeschichte
- 35. Jahrgang 2009
  - 1 Europäische Migrationsregime
  - 2 Geschichte der Gefühle
  - 3 Terrorismus
  - 4 Ungleichheiten vor Gericht
- 36. Jahrgang 2010
  - 1 Mischheft
  - 2 Mission und kulturelle Globalisierung
  - 3 Mischheft
  - 4 Mischheft
- 37. Jahrgang 2011
  - 1 Geschichte, Emotionen und visuelle Medien
  - 2 Dekolonisierung in Westeuropa
  - 3 Arab Encounters with Fascist Propaganda 1933–1945
  - 4 Mischheft
- 38. Jahrgang 2012
  - 1 Musikalische Kommunikation
  - 2 Übersetzungen
  - 3 Sicherheit und Epochengrenzen
  - 4 Neue Menschenrechtsgeschichte
- 39. Jahrgang 2013
  - 1 Mischheft
  - 2 Economic Disintegration in the 20th Century
  - 3 Mischheft
  - 4 Gefühle gegen Juden
- 40. Jahrgang 2014
  - 1 Imperiale Biographien
  - 2 Der Erste Weltkrieg in globaler Perspektive
  - 3 Lebensraum Meer
  - 4 Mischheft
- 41. Jahrgang 2015
  - 1 Gegenwelten
  - 2 Rethinking Germans Abroad
  - 3 Staatsverschuldung
  - 4 Entwicklungsarbeit und globale Mondernisierungsexpertise
- 42. Jahrgang 2016
  - 1 Surveillance Studies
  - 2 Die 1970er Jahre in Westeuropa
  - 3 Mischheft
  - 4 Loyalitäten in supranationalen Ordnungen
- 43. Jahrgang 2017
  - 1 Mischheft
  - 2 Arbeit und Kapitalismus
  - 3 Knowledge and Migration
  - 4 Mischheft
- 44. Jahrgang 2018[2]
  - 1 Neue Wege der Begriffsgeschichte
  - 2 Migration, Mobilität und Sesshaftigkeit
  - 3 Demokratiegeschichten
  - 4 Mischheft
- 45. Jahrgang 2019
  - 1 Mischheft
  - 2 Mischheft
  - 3 Relational Lives
  - 4 Die Marke Deutschland in der Welt
- 46. Jahrgang 2020
  - 1 Produktionswelten der Massenkultur
  - 2 Kindheit und soziale Ungleichheit in den langen 1970er Jahren
  - 3 Corona – Historisch-sozialwissenschaftliche Perspektiven
  - 4 Writing History in the Anthropocene
- 47. Jahrgang 2021
  - 1 Digital History
  - 2 Mischheft
  - 3 Erfassung, Ordnung, Ausgrenzung
  - 4 Preußen postkolonial
- 48. Jahrgang 2022
  - 1 Sozialdaten als Quellen der Zeitgeschichte
  - 2 Psychologien der Menschenführung seit den 1960er Jahren
  - 3 Paarbeziehungen in Deutschland nach 1945
  - 4 Mischheft